# Попътен вятър
Попътен вятър е вторият музикален албум на българската рок група Сигнал от 1980 г. Албумът е композиран и издаден в музикалния стил класически рок и прог рок.

## Списък на песните в албума
1. Попътен вятър
2. Да или не
3. Странен сън
4. Спомен мой
5. Пролетни гласове
6. Защо
7. Сянка и небе
8. Влюбени маски
9. Есенни изповеди
10. Няма как
11. Моя тайна
12. Сигнал